# Sarcophaga villeneuvei
Sarcophaga villeneuvei är en tvåvingeart som beskrevs av Bottcher 1912. Sarcophaga villeneuvei ingår i släktet Sarcophaga och familjen köttflugor.
Artens utbredningsområde är Tyskland. Arten är reproducerande i Sverige. Inga underarter finns listade i Catalogue of Life.